# Bunnahabhain
Bunnahabhain (шотл. гел. Bun na h-Abhainne, [ˌbuːnəˈhævən]) — винокурня, яка була заснована у 1881 році поблизу Порт Аскаїгу на острові Айлей та виробляє односолодове шотландське віскі. Село Буннахабхайн було засноване для розміщення робітників винокурні. Із 2014 року винокурня перебуває у власності групи компаній Distell і є однією з дев'яти діючих винокурень на острові.
Bunnahabhain є одним із найм'якіших односолодових віскі «Айла», смак якого сильно відрізняється від інших віскі, які виробляють на острові Айлей, біля західного узбережжя Шотландії.
Назва Bunnahabhain — це англізація вислову Bun na h-Abhainne, що шотландською гельською мовою означає Гирло річки.

## Керівники
- Боб Гордон — кінець 1970-х
- Дуглас Еклс — 1985
- Сенді Ловті — 1985—1989
- Гаміш Проктор — 1989—1998
- Джон Маклеллан — 1998—2009
- Ендрю Браун — 2011-сьогодні

## Продукція

Логотип Bunnahabhain

Основні продукти винокурні наступні:
- Bunnahabhain 12 Year Old[5]
- Bunnahabhain 18 Year Old[6]
- Bunnahabhain Toiteach[7]
- Bunnahabhain 25 Year Old[8]

Існує кілька незалежних компаній, що продають віскі під цією торговою маркою, серед яких That Boutique-y Whiskey Company, Douglas Laing & Co та Duncan Taylor. Вони не займаються виробництвом віскі, а купують готові бочки з віскі у Bunnahabhain та розливають їх у пляшки.

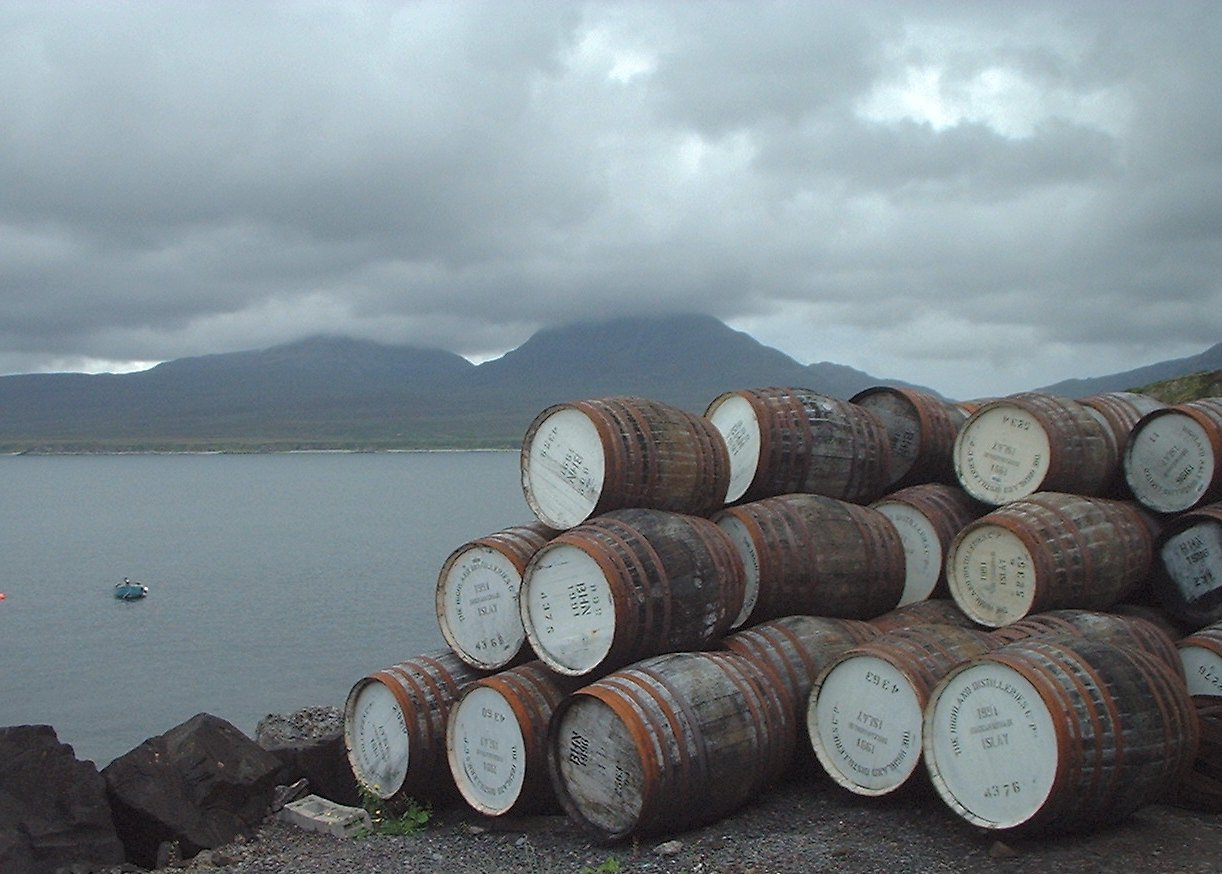
Порожні бочки на винокурні Bunnahabhain